# Uvaria rosenbergiana
Uvaria rosenbergiana este o specie de plante angiosperme din genul Uvaria, familia Annonaceae, descrisă de Rudolph Herman Scheffer. Conform Catalogue of Life specia Uvaria rosenbergiana nu are subspecii cunoscute.